# پتار متلیچیچ
پتار متلیچیچ (انگلیسی: Petar Metličić؛ زادهٔ ۲۵ دسامبر ۱۹۷۶) بازیکن سابق و مربی هندبال اهل کرواسی است.